# تامی کیند
تامی کیند (انگلیسی: Tommy Kind؛ زادهٔ ۲ مارس ۱۹۹۲) بازیکن فوتبال اهل آلمان است.
از باشگاه‌هایی که در آن بازی کرده‌است می‌توان به باشگاه فوتبال قوت-وایس ارفورت اشاره کرد.